# Pistacia
Pistacia es un género de diez especies de la familia Anacardiaceae, del orden de las sapindales, nativo de las Islas Canarias, norte de África incluyendo el Sahara, zonas cálidas y esteparias de Eurasia: sur de Europa, Asia central y oriental, y zonas cálidas de Norteamérica: México, Texas. 
Son pequeños árboles y arbustos, de hasta 25 m de altura, aunque la mayoría de especies no pasan 1 m de altura y otras que requieren un mayor grado de humedad, van de 5 a 15 m de altura. Las hojas son alternas, compuestas y pinnadas. Hay especies siempreverdes y caducas.

## Generalidades
Es un género de plantas fanerógamas perteneciente a la familia Anacardiaceae. Son plantas dioicas, con flores masculinas y femeninas separadas que aparecen en pies distintos. Para que una población sea viable debe contar con ejemplares de ambos sexos. Son árboles o arbustos de hoja perenne o caduca. Se estima que el género apareció hace alrededor de 80 millones de años, al final del período Cretácico.
Sus hojas son alternas, coriáceas y pinnadas. Las flores son apétalas y se agrupan en racimos, su color es variable, del púrpura al verde. El fruto es una drupa, generalmente de sabor desagradable, aunque algunas son comestibles, de tamaño variable desde 0,5 a 3 cm . Las semillas no tienen endospermo.
Las semillas son consumidas y dispersadas por los pájaros, para los que son un recurso muy valioso debido a lo escaso del alimento en algunas épocas del año, como la época de cría, la de migración o la estación fría. 
Muchas especies de este género son plantas desérticas o adaptadas a la sequía estival propia del clima mediterráneo y por eso tienen una alta tolerancia al suelo salino , como ejemplo, el pistachero (Pistacia vera) tolera aguas que contengan hasta 3-4 ppm de sales solubles. Son bastante resistentes bajo sus requerimientos ecológicos, y pueden sobrevivir a temperaturas que van desde -10 °C en invierno, hasta 40 °C en verano. 
Su desarrollo es lento y sólo comienzan a fructificar después de unos siete o diez años desde el nacimiento. 
Aunque algunas especies prefieren una humedad mayor, ninguna se desarrolla bien en condiciones de alta humedad. Sus raíces son susceptibles a la pudrición y a los ataques de hongos parásitos si reciben demasiada agua y el suelo no tiene suficiente drenaje. Requieren un período anual de sequía para su adecuado desarrollo.
Las plantas emiten un olor resinoso o medicamentoso, que en algunas especies es muy intenso y aromático. En algunas especies se desarrollan "agallas" en las hojas tras la picadura de insectos. Una especie de pulgón es específica del género.  A pesar de deslucir por la presencia de las agallas, son plantas muy vigorosas y resistentes que perduran en zonas degradadas donde otras especies han sido eliminadas. Se multiplican por semillas, esquejes y retoños de la raíz.
Algunas de las especies arbóreas pueden existir en forma de arbustos y pequeñas matas debido a lo extremo de su hábitat, a las condiciones adversas o a su excesivo consumo por parte de herbívoros, que impiden su desarrollo. 
El lentisco Pistacia lentiscus y la cornicabra Pistacia terebinthus son plantas comunes en la península ibérica, que pueden hibridarse donde sus áreas se solapan. La cornicabra es más abundante en las montañas y el interior mientras que el lentisco prefiere en zonas donde la influencia del mar impide o modera las heladas.
Hay especies con áreas muy reducidas que abarcan solo una, o un grupo de islas del Mediterráneo. En la costa oriental, Siria, Líbano e Palestina, Pistacia palaestina ocupa el mismo nicho ecológico de estas especies y también se conoce como terebinto. En la costa occidental del Mediterráneo, Canarias y Oriente Próximo, se pueden confundir con Pistacia atlantica. Las distintas especies se hibridan fácilmente entre ellas y entonces son difíciles de identificar.

### Cultivo y usos
Todas las especies poseen un gran valor ecológico debido a lo austero de las condiciones climáticas que soportan, y algunas están protegidas debido a su extrema rareza por lo reducido de su área de distribución o su excesivo aprovechamiento. Son especies muy empleadas desde antiguo en los procesos de curtido, y la elaboración de carbón vegetal que han ido causando su desaparición. Algunas especies de Pistacia se usan como alimento para las larvas de algunas mariposas incluyendo la Pavonia pavonia. La especie más importante económicamente es el alfóncigo o pistachero (Pistacia vera), por sus semillas comestibles, llamadas pistaches. Otras especies se consumen por su fruto desde la antigüedad, pero su producción es demasiado pequeña para ser comercializada.
Pistacia atlantica es empleada también por sus frutos que se comen como frutos secos o como ingrediente en dulces locales. Se emplea además como portainjertos del alfóncigo, y es importante su valor contra la erosión del suelo. Fortalece el suelo, se emplea para la forestación de las tierras áridas y laderas empinadas y contra los deslizamientos de tierras. Es una planta ornamental típica del arbolado urbano de las calles en las ciudades del Mar Negro. Además, las comunidades de P atlantica son un gran refugio de especies raras,  incluyendo las endémicas del Mediterráneo, muchas de ellas escasas.
Pistacia lentiscus o lentisco es un arbusto o pequeño árbol de la región mediterránea con hojas siempreverdes. La resina que se obtiene de este arbusto es comúnmente utilizada como chicle en Turquía. El destilado de esta resina, o trementina, se usa en barnizado y en medicina como estimulante. 
Pistacia terebinthus, nativa del este del Mediterráneo, se usa por su trementina. Utilizada también como portainjertos (conocida como Cornicabra).
El pistachero chino Pistacia chinensis se emplea como árbol ornamental, valorado por sus hojas otoñales rojizas; además es la más tolerante al frío de las especies del género. 
En Asia oriental Corea y Japón, algunas especies de este género se aprovechan para elaborar incienso a partir de su resina.

## Taxonomía
El género fue descrito por Carlos Linneo y publicado en Species Plantarum 2: 1025–1026. 1753. La especie tipo es: Pistacia vera
Etimología
Pistacia: nombre genérico que según Umberto Quattrocchi dice que deriva del nombre latíno pistacia para un árbol de pistacho y del griego pistake para la núcula del pistacho. Ambas palabras aparentemente derivan a su vez de un nombre persa o árabe antiguo.

## Especies aceptadas
- Pistacia aethiopica Kokwaro, 1980
- Pistacia atlantica Desf., 1799
- Pistacia chinensis Bunge, 1835
- Pistacia eurycarpa Yalt., 1967
- Pistacia falcata Becc. ex Martelli., 1886
- Pistacia khinjuk Stocks, 1852
- Pistacia lentiscus L., 1753
- Pistacia mexicana Kunth, 1824
- Pistacia raportae Burnat, 1896
- Pistacia × saportae Burnat, 1896
- Pistacia terebinthus L., 1753
- Pistacia vera L., 1753[3]